# Arbalesta

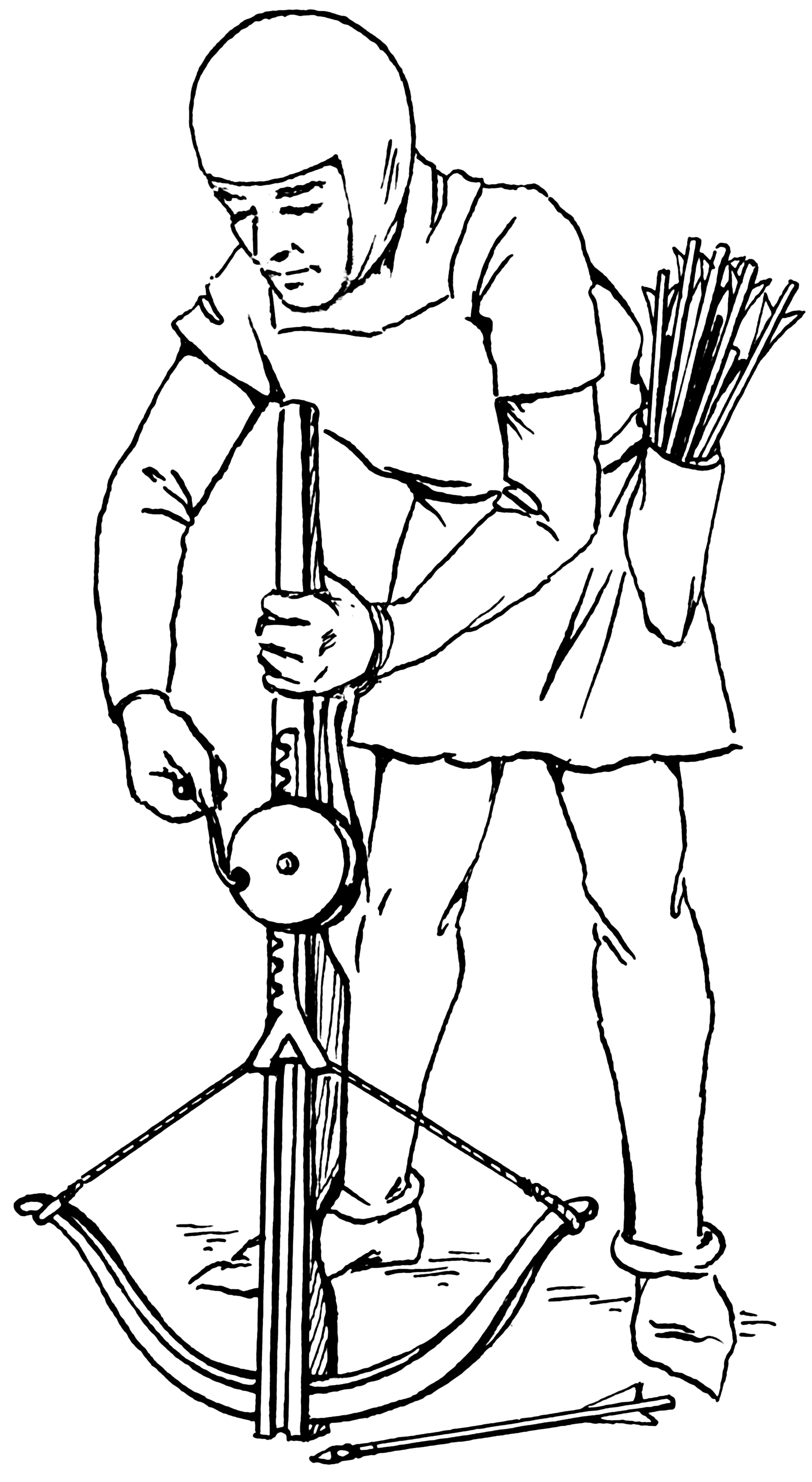
Arciere che carica un'arbalesta

L'arbalesta è una tarda variante della balestra medievale europea.

## Descrizione
Più grande di una normale balestra, l'arbalesta aveva un corpo d'acciaio. Le maggiori dimensioni e il maggiore carico di rottura dell'acciaio le consentivano una forza maggiore. Le arbaleste più potenti, attrezzate con una piccola carrucola per il caricamento, potevano sprigionare fino a 22 kN (circa 2243 kgf) ed erano precise fino a 100 metri di distanza. Un bravo balestriere potrebbe tirare un quadrello due volte ogni minuto. Le arbaleste erano a volte considerate disumane o scorrette, dato che un arbalestriere senza esperienza avrebbe potuto uccidere un cavaliere di livello superiore.